# تورم
تورم (بالإنجليزية: Swelling)‏ في مجال الطب هو توسّع وإنتفاخ غير طبيعي لجزء من الجسم أو منطقة ما، لا تسبب ورماً دائم للخلايا. وهو ناتج عن تراكم السوائل في الأنسجة. يُمكن أن يحدث التورّم في جميع أنحاء الجسم (بشكل عام)، أو جزء أو جهاز معين يمكن أن تتأثر (موضعي).
يُعتبر الورم إحدى خمس خصائص للالتهاب، مع الألم والحرارة والإحمرار وفقدان وظيفة العضو. بتطور الورم يُسمى "تضخم"
للإشارة إلى زيادة حجم العضو، مثل ضخامة الأطراف وتضخم الطحال وتضخم الكبد.
أي جزء من الجسم قد يستجيب بالورم لإصابات العدوى أو المرض. والورم قد يحدث بشكل خاص في الكاحل، إذا كان الجسم لا تمر السوائل فيه بشكل جيد.

## الأسباب
| - أرجية - التهاب الجلد - لسعات ولدغات الحشرات | - إكزيمة - التهاب الجلد التماسي - التهاب الهلل | - لسعات ولدغات الحشرات - الطفيليات |